# Okupace (seriál)
Okupace (v norském originále Okkupert) je norský dramatický televizní seriál, který měl premiéru v norské televizi TV 2 5. října 2015. V České televizi byl první díl premiérově vysílán 7. ledna 2017. Seriál natočený podle předlohy spisovatele Jo Nesbø vypráví o hypotetické okupaci Norska Ruskem s podporou Evropské unie.

## Děj

### První řada
Děj Okupace je zasazen do blízké budoucnosti, kdy dochází ke snížení produkce ropy na blízkém východě a Spojené státy, které dosáhly energetické nezávislosti, vystoupí z NATO. V Norsku, které bylo značeně poškozeno hurikánem Maria a současnými klimatickými změnami, zvítězí ve volbách Strana zelených. Norský premiér Berg oznamuje z ekologických důvodů ukončení těžby a vývozu ropy a její nahrazení energií z thoria a obnovitelných zdrojů. Ve strachu z energetické krize požádá Evropská unie o pomoc Rusko, které začne vojensky obsazovat norské těžební plošiny a rafinérie, obnovovat těžbu a postupně začne také zasahovat do činnosti norských institucí. Nátlak ruských úřadů na norskou vládu vede k radikalizaci společnosti a společně s častými protesty i ke vzniku teroristické organizace Svobodné Norsko (Fritt Norge). Země zažije masivní příliv ruských imigrantů a ještě větší upevnění vlivu Rusy. Díky tomu značná část ozbrojených sil přechází na stranu Svobodného Norska. Děj 1. řady končí tím, že Rusko vyhlásí Norsku válku.

### Druhá řada
O půl roku později je Norsko okupováno Rusy, jakožto vítězem války. Poválečná situace téměř eskaluje v občanskou válku, kterou nakonec zvrátí společný zásah norské a ruské policie proti Svobodnému Norsku, nyní vedenému bývalým premiérem Jesperem Bergem. Berg je vyhnán do exilu ve Švédsku, odkud plánuje opět získat moc. Té se mezitím v Norsku ujala Anita Ryghová, bývalá poradkyně Jespera Berga. Bergovi se donese informace, že Rusko na ostrově Melkøya instaluje raketomety. Jím poslaná skupina loajalistů namísto hledání důkazů svévolně napadne ruské žoldáky. Ruská vláda tím ospravedlní prodlouženou přítomnost svých vojsk v Norsku, čímž s ním porušila uzavřené dohody. Berg se rozhodne do Norska vrátit spolu se sympatizujícími poslanci z Česka, Polska a východoevropských zemí, kteří slouží jako ochrana před možným zásahem ruského námořnictva. Ti jsou ovšem nuceni Berga opustit po tom, co Rusko pohrozilo odříznutím Evropy od ruských dodávek zemního plynu. Berg si tedy najme hackera, aby se naboural do systému raketové obrany Ruska a sestřelil finskou stíhačku za účelem poštvání Evropské unie proti Rusku. Premiérka Ryghová nařídí námořnictvu Berga zadržet, to však neuposlechne. Harold Vold, velitel Svobodného Norska, tedy vyvolá vojenský převrat. Jesper Berg je nucen se dohodnout s Anitou Ryghovou, která získala důkaz o jeho účasti na sestřelení letadla, aby označil převrat za obnovení řádu, čímž Voldovi zdánlivě zabrání v angažmá na nové vládě. Na veřejném shromáždění premiérka oznámí dohodu s ruským prezidentem o odchodu ruských vojsk z Norska. Ryghová je ale nakonec na Voldův rozkaz zastřelena a Jesper Berg se opět stává premiérem.

## Obsazení a český dabing
| Henrik Mestad, dabing Libor Hruška          | Jesper Berg, norský premiér                                 |
| Eldar Skar, dabing Marek Holý               | Hans Martin Djupvik, člen premiérovy ochranky               |
| Ragnhild Gudbrandsen, dabing Vlasta Žehrová | Wenche Arnesenová, šéfka norských zpravodajských služeb     |
| Vegar Hoel, dabing Jan Šťastný              | Thomas Eriksen, investigativní novinář                      |
| Janne Heltberg, dabing Jitka Ježková        | Anita Ryghová, asistentka Jespera Berga                     |
| Ane Dahl Torp, dabing Tereza Bebarová       | Bente Norumová, majitelka restaurace, žena Thomase Eriksena |
| Ingeborga Dapkūnaitė                        | Irina Sidorovová, ruská velvyslankyně v Norsku              |
| Selome Emnetu, dabing Kateřina Peřinová     | Hilde, soudkyně, žena Hanse Martina Djupvika                |
| Veslemøy Mørkrid, dabing Andrea Elsnerová   | Ingrid Bø, norská policistka                                |
| Lisa Loven Kongsli, dabing Dana Černá       | Astrid Bergová, žena Jespera Berga                          |
| Øystein Røger, dabing Pavel Rimský          | Dag Ottesen, investigativní novinář                         |
| Sondre Larsen, dabing Kryštof Hádek         | Stefan Christensen, člen královské stráže                   |
| Hippolyte Girardot                          | Pierre Anselme, francouzský eurokomisař                     |
| Krzysztof Pieczyński                        | Vładimir Gosev, pracovník ruské ambasády v Norsku           |

a další
Český dabing seriálu vznikl v České televizi v roce 2016 v režii Jiřího Kvasničky. Dialogy přeložila Petra Štajnerová.

## Seznam dílů

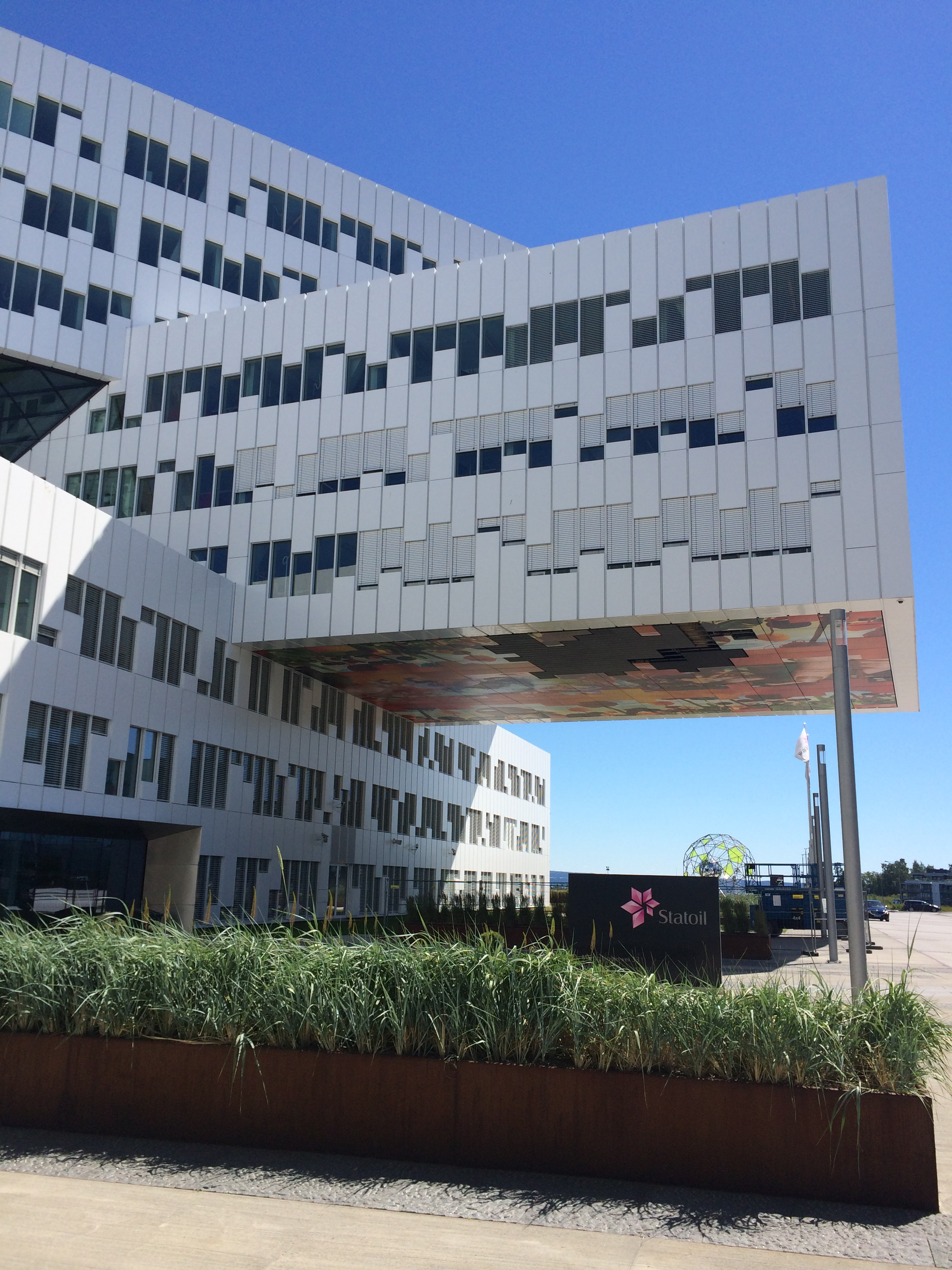
Centrála norské společnosti Statoil byla v seriálu použita jako fiktivní sídlo norské vlády

### První řada
| Český název epizody | Původní název epizody | Premiéra v České televizi |
| ------------------- | --------------------- | ------------------------- |
| Duben               | April                 | 7. ledna 2017             |
| Květen              | May                   | 7. ledna 2017             |
| Červen              | June                  | 14. ledna 2017            |
| Červenec            | July                  | 14. ledna 2017            |
| Srpen               | August                | 21. ledna 2017            |
| Září                | September             | 21. ledna 2017            |
| Říjen               | October               | 28. ledna 2017            |
| Listopad            | November              | 28. ledna 2017            |
| Prosinec - 1. část  | December (part 1)     | 4. února 2017             |
| Prosinec - 2. část  | December (part 2)     | 4. února 2017             |

### Druhá řada
| Český název epizody | Původní název epizody | Premiéra v České televizi |
| ------------------- | --------------------- | ------------------------- |
| Srpen               | August                | 5. října 2018             |
| Září                | September             | 5. října 2018             |
| Říjen               | October               | 12. října 2018            |
| Listopad            | November              | 12. října 2018            |
| Prosinec            | December              | 19. října 2018            |
| Leden               | January               | 19. října 2018            |
| Únor - 1. část      | February (part 1)     | 26. října 2018            |
| Únor - 2. část      | February (part 2)     | 26. října 2018            |

### Třetí řada
| Český název epizody | Původní název epizody | Premiéra v České televizi |
| ------------------- | --------------------- | ------------------------- |
| Březen              | March                 | bude oznámeno             |
| Duben               | April                 | bude oznámeno             |
| Květen              | May                   | bude oznámeno             |
| Červen              | June                  | bude oznámeno             |
| Září – 1. část      | September — Part 1    | bude oznámeno             |
| Září – 2. část      | September — Part 2    | bude oznámeno             |

## Sledovanost ve světě
Okupace byla v době uvedení nejdražším norským seriálem. Rozpočet překročil 200 miliónů korun a byl prodán, kromě Česka, také do mnoha dalších zemí – do Velké Británie, Německa, Francie, Švédska, Dánska, Finska, Islandu, Srbska, Estonska, Polska, Belgie, Nizozemska, Lucemburska a Španělska. Prostřednictvím služby Netflix se dostal do USA, Kanady a dalších zemí kde je tato služba k dispozici.

## Reakce Ruska
Ruské velvyslanectví v Norsku označilo vznik seriálu za politováníhodnou událost a zkritizovalo vývojáře za údajnou zaujatosti vůči Rusku. Bývalý ruský velvyslanec v Norsku Vjačeslav Pavlovskij zmínil zásluhy Rudé armády při osvobozování Finnmarku od nacistické okupace na konci druhé světové války a autory seriálu obvinil ze strašení norské veřejnosti neexistující hrozbou z Východu.
Režisér a scenárista Okupace Erik Skjoldbjærg v rozhovoru pro Český rozhlas uvedl, že z „ruské strany se ozývali i v Norsku žijící Rusové, kterých je poměrně dost, a měli pocit, že je stigmatizujeme. (...) Jediné výtky, kde jsem cítil určitý etický problém, byly ty od v Norsku žijících Rusů. Umím pochopit, že se mohli cítit ohroženi.“ Podle Skjoldbjærga tvůrci seriálu zkoumali mnoho historických událostí, kterými by se mohli inspirovat, včetně americké okupace Iráku.